# مارک کوپر (بازیکن فوتبال، زاده۱۹۶۷)
مارک کوپر (انگلیسی: Mark Cooper؛ زادهٔ ۵ آوریل ۱۹۶۷) بازیکن فوتبال اهل بریتانیا است.
از باشگاه‌هایی که در آن بازی کرده‌است می‌توان به باشگاه فوتبال کمبریج یونایتد، باشگاه فوتبال لیتون اورینت، باشگاه فوتبال تاتنهام هاتسپر، باشگاه فوتبال گیلینگام، باشگاه فوتبال ولینگ یونایتد، باشگاه فوتبال بارنت، باشگاه فوتبال نورث‌همپتون تاون، و باشگاه فوتبال شروزبری تاون اشاره کرد.